# Lietuvos kino studija
Lietuvos kino studija war die größte Filmgesellschaft in Litauen. Sie befand sich in der Hauptstadt Vilnius.

## Geschichte
1940 wurde im Litauen unter sowjetischer Herrschaft ein Studio gegründet, das fortan für die Produktion von Wochenschauen verantwortlich war. Dieses Studio produzierte 1953 mit Aušra prie Nemuno einen ersten Spielfilm, allerdings noch in Koproduktion mit Lenfilm. 1956 wurde es in Lietuvos kino studija umbenannt und diente von da an als Zentrale für die staatliche Filmindustrie. Den ersten eigenständigen Spielfilm produzierte das Studio 1957 unter der Regie von Vytautas Mikalauskas mit Zydrasis horizontas.
In der Zeit der Sowjetunion produzierte das Lietuvos kino studija jährlich drei bis vier Spielfilme (meist gemeinsam mit anderen sowjetischen Filmgesellschaften), vierzig Dokumentarfilme und dreißig bis vierzig Wochenschauen. Obwohl die Zensur und die aufgedrängte Ideologie viele Filmemacher belasteten, erhielten einige internationale Filmpreise – darunter Vytautas Žalakevičius, Arūnas Žebriūnas, Raimundas Vabalas und Algimantas Puipa.
2004 wurde es zum privaten Unternehmen UAB „Lietuvos kino studija“. 